# Boyd Ridge
Boyd Ridge ist ein 35 km langer, bis zu einer Höhe von 2375 m aufragender Gebirgskamm mit ostwestlicher Ausrichtung im westantarktischen Marie-Byrd-Land. Er befindet sich am südlichen Ende der Crary Mountains und ist von den Hauptgipfeln dieses Gebirges durch das Campbell Valley getrennt.
Wie alle Berge der Crary Mountains ist der Gebirgskamm vulkanischen Ursprungs. Er entstand vor ungefähr 2,5 Mio. Jahren und ist damit die jüngste Erhebung dieses Gebirges.
Der United States Geological Survey kartierte ihn anhand eigener Vermessungen und Luftaufnahmen der United States Navy aus den Jahren von 1959 bis 1966. Das Advisory Committee on Antarctic Names benannte den Gebirgskamm nach John C. Boyd, Biologe des United States Antarctic Research Program auf der McMurdo-Station von 1965 bis 1966 und von 1966 bis 1967.